# 993 TCN
993 TCN là một năm trong lịch La Mã.